# Spalona Buda
Spalona Buda – przysiółek wsi Przędzel w Polsce, położony w województwie podkarpackim, w powiecie niżańskim, w gminie Rudnik nad Sanem. Główną ulicą przysiółka jest droga gminna nr. 102703 ul. Majora Hubala.
W latach 1975–1998 przysiółek administracyjnie należał do województwa tarnobrzeskiego. Do 1972 roku przysiółek należał do Gromady Przędzel. 
Wierni Kościoła rzymskokatolickiego należą do Parafii pod wezwaniem Najświętszej Maryi Panny Matki Kościoła w Rudniku-Stróży.
Na terenie przysiółka jest kilka ciekawych miejsc takich jak: Cmentarz wojenny z I Wojny Światowej, Pomnik bohaterów Ruchu Oporu oraz Agroturystyka "Domek w Zaciszu".